# José Manuel de Sarricolea y Olea
José Manuel de Sarricolea y Olea (Huánuco, 7 de diciembre de 1670 - Cuzco, 2 de octubre de 1740) fue un sacerdote y obispo peruano que se desempeñó como obispo de Córdoba del Tucumán, Santiago de Chile y del Cuzco.

## Biografía

### Primeros años y estudios
Nacido en Huánuco, poseyó una inteligencia sobresaliente, que lo hizo estudiar tempranamente gramática y retórica en Lima. 
Realizó estudios superiores en la Universidad de San Marcos, graduándose de doctor en Teología. 
Fue examinador sinodal del arzobispado y calificador del Santo Oficio.
Se le conoce una obra panegírica a la Virgen María como patrona de las ciencias y la sabiduría.

### Obispo
Luego de la salida del obispo Alfonso del Pozo y Silva a la arquidiócesis de Charcas, se le nominó como obispo de Tucumán por el papa Inocencio XIII, tomando posesión en 1724. 
En 1730 volverá a reemplazar a Pozo y Silva en Santiago de Chile, donde allí se recuerda por la fundación del hospicio de mujeres prostitutas.
Intentó infructuosamente recuperar el edificio de la Catedral de Santiago, que se derrumbó definitivamente con el terremoto de 1730, mismo año de su llegada.